# Királyi napfénykolibri
A királyi napfénykolibri (Heliangelus regalis) a madarak osztályának sarlósfecske-alakúak (Apodiformes) rendjébe és a kolibrifélék (Trochilidae) családjába tartozó faj.

## Rendszerezése
A fajt John W. Fitzpatrick, David E. Willard és John Terborgh írták le 1979-ben.

## Előfordulása
Az Andok-hegységben, Ecuador és Peru területén honos. Természetes élőhelyei a szubtrópusi és trópusi hegyi esőerdők és cserjések.

## Megjelenése
Testhossza 12 centiméter, testtömege 3,4–4,5 gramm.

## Természetvédelmi helyzete
Az elterjedési területe nagyon kicsi és töredezett, egyedszáma 2500-9999 példány közötti és csökken. A Természetvédelmi Világszövetség Vörös listáján veszélyeztetett fajként szerepel.